# La Herrera
La Herrera este un oraș din Spania, situat în provincia Albacete din comunitatea autonomă Castilia-La Mancha. Are o populație de 390 de locuitori.